# Кисса, Наталья Николаевна
Наталья Николаевна Кисса (1908—1990) — капитан теплохода «Пионер» Азово-Черноморского пароходства, первая женщина-капитан на Азовском море.

## Биография
Родилась 13 сентября (26 сентября по новому стилю) 1908 года на борту парохода «Возрождение», капитаном которого был её отец Николай Васильевич Кисса. Пароход «Возрождение» шел рейсом из Бердянска в Одессу и к моменту появления на свет дочери капитана находился в Керченском проливе. Однако официальным местом рождения Натальи Николаевны считается Кишинёв, в этом городе прошло её раннее детство. Русская.
Юные годы Натальи прошли в городе Бердянске (ныне Запорожская область, Украина). С 12 лет она управляла парусной шлюпкой, ходила с рыбаками на промысел в море.
Работала на судоремонтном заводе, выполняла работу по очистке от ракушек подводной части ремонтируемых судов. С 1928 года работала юнгой и матросом на парусном судне «Желанный».
В 1931 году окончила судоводительское отделение техникума водного транспорта в городе Ростов-на-Дону. Первую морскую практику проходила на борту парусной баркентины «Вега» в вахте старпома судна — Н. А. Лунина (будущего подводника, командира ПЛ «К-21», Героя Советского Союза). Затем работала 3-м и 2-м помощником капитана на пароходе «Пионер» (Азовское морское пароходство). В 1937 году, будучи штурманом, возглавила первый в стране женский шлюпочный переход по маршруту Таганрог — Мариуполь.
В годы Великой Отечественной войны была штурманом (по другим данным старпомом) на теплоходе «Анатолий Серов» (на Азовском и Чёрном морях). Участвовала в эвакуации войск из Одессы, в Керченско-Феодосийской десантной операции, обороне Севастополя.
После войны была 2-м помощником капитана на пароходе «Николай Островский» и теплоходе «Земляк» (Азовское морское пароходство). С 1947 года — старший помощник, а в 1953—1959 годах — капитан теплохода «Райкомвод» (Азовское морское пароходство).
Ходила в Азовском и Чёрном морях, показав себя умелым судоводителем. В 1959—1964 годах — капитан теплохода «Пионер» (Азовское морское пароходство).
Жила в городе Жданове (ныне — Мариуполь Донецкой области, Украина).
Умерла 3 сентября 1990 года. Похоронена на Кировском кладбище в Мариуполе.

## Награды
- Указом Президиума Верховного Совета СССР от 7 марта 1960 года в ознаменование 50-летия Международного женского дня, за выдающиеся достижения в труде и особо плодотворную общественную деятельность Киссе Наталье Николаевне присвоено звание Героя Социалистического Труда с вручением ей ордена Ленина и золотой медали «Серп и Молот».
- Награждена орденом Ленина, орденами Трудового Красного Знамени и «Знак Почёта», а также медалями.
- Почётный работник Морского флота.

## Память
- В честь Героини был назван сухогруз «Капитан Кисса», построенный в 1974 году.[4]